# MS-245
MS-245 je triptaminski derivat koji se koristi u naučnim istraživanjima. On deluje kao selektivni antagonist 5-6 receptora sa  od 2,3 nM. On je izvden putem proučavanja odnosa strukture i aktivnosti selektivnih 5-HT6 agonista EMDT klase. On je korišten kao vodeće jedinjenje za dalji razvoj 5-HT6 antagonista sa triptaminskom osnovom.